# Werner Schott
Pour les articles homonymes, voir Schott.
Werner Schott (né le 20 novembre 1891 à Berlin, mort le 6 septembre 1965 dans la même ville) est un acteur allemand.

## Biographie
Werner Schott commence sa carrière en 1910 au Deutsches Theater de Berlin dans des rôles de jeune héros. Il vient en 1913 à la Volksbühne Berlin et en 1915 au Burgtheater. Vers la fin de la Seconde Guerre mondiale, il devient membre de l'ensemble des Kammerspiele du théâtre allemand.
Au cinéma, il démarre lentement, mais à partir des années 1930, il participe souvent en tant que second rôle dans diverses productions. Il joue généralement des personnes respectueuses, telles que dans l'armée, la police et la direction, sans attirer beaucoup d'attention.
Après la fin de la guerre, Schott se concentre à nouveau sur le théâtre à Berlin et se produit au Schlosspark Theater et au Schillertheater.

## Filmographie
- 1920 : Gefesselt
- 1920 : Das vierte Gebot (de)
- 1920 : Wie Satan starb
- 1920 : Golgatha
- 1921 : Der verlorene Schatten (de)
- 1921 : Die Schauspielerin des Kaisers
- 1922 : Die Tochter des Brigadiers
- 1922 : König einer Nacht
- 1922 : Genoveva
- 1922 : Die Sportlady
- 1924 : Tragödie im Hause Habsburg
- 1924 : Der Sturz ins Glück
- 1924 : Das Gift der Borgia
- 1928 : Luther – Ein Film der deutschen Reformation
- 1930 : La Dernière compagnie (de)
- 1930 : Le Concert de flûte de Sans-Souci
- 1931 : Danton
- 1932 : F.P.1 antwortet nicht
- 1933 : Ich will Dich Liebe lehren
- 1934 : Wilhelm Tell (de)
- 1934 : Die große Chance
- 1934 : Die vier Musketiere
- 1934 : Ein Mann will nach Deutschland
- 1934 : Die Spork'schen Jäger
- 1934 : Herr Kobin geht auf Abenteuer
- 1934 : Le Policier Schwenke (de)
- 1935 : Les Deux Rois
- 1935 : Anschlag auf Schweda
- 1935 : Henker, Frauen und Soldaten
- 1937 : La Chevauchée de la liberté (de)
- 1937 : Liebe geht seltsame Wege
- 1937 : Pan
- 1938 : L'Énigme de Beate
- 1938 : Narren im Schnee
- 1938 : Toi et moi
- 1938 : Napoleon ist an allem schuld
- 1938 : La Danse sur le volcan (de)
- 1938 : Femmes pour Golden Hill
- 1938 : Preußische Liebesgeschichte (de)
- 1939 : War es der im 3. Stock?
- 1939 : Le Paradis des célibataires (de)
- 1939 : Flucht ins Dunkel (de)
- 1939 : La Lutte héroïque
- 1939 : Die goldene Maske
- 1939 : Kennwort Machin
- 1939 : Trafic au large
- 1940 : La Fugue de Mr Patterson (de)
- 1940 : L'Épreuve du temps
- 1940 : Der Sündenbock
- 1941 : Krach im Vorderhaus
- 1942 : Le Grand Roi
- 1943 : Le Chant de la métropole
- 1943 : Herr Sanders lebt gefährlich
- 1944 : Der große Preis
- 1944 : Die Affäre Roedern (de)
- 1950 : Fünf unter Verdacht (de)
- 1950 : La Femme de la nuit dernière
- 1951 : Es geht nicht ohne Gisela
- 1954 : Die sieben Kleider der Katrin
- 1956 : Liebe
- 1963 : Der Würger von Schloss Blackmoor (de)

## Crédit d'auteurs
- (de) Cet article est partiellement ou en totalité issu de l’article de Wikipédia en allemand intitulé « Werner Schott » (voir la liste des auteurs).